# Серебряков, Алексей Валерьевич
Алексе́й Вале́рьевич Серебряко́в (род. 3 июля 1964[…], Москва) — советский и российский актёр театра и кино, народный артист Российской Федерации (2010). Лауреат кинопремии «Ника» (2019), а также номинант на премию Американской Гильдии киноактёров (2025).

## Биография
Родился 3 июля 1964 года в Москве. Мать была врачом, отец — авиаинженером. 
Дебютировал в фильме «Поздняя ягода» (1978) режиссёра Фёдора Филиппова по повести «Жил-был Кузьма» Зота Тоболкина, где исполнил роль Кузьмы.
Учился в музыкальной школе по классу баяна и однажды попал на фотографию для репортажа об учебном заведении, который вышел в газете «Вечерняя Москва». Фото попалось на глаза ассистенту режиссёра, искавшему мальчика, похожего на актёра Вадима Спиридонова, и Серебряков попал в фильм «Отец и сын», а затем — в советский многосерийный фильм «Вечный зов».
Далее сыграл главную роль суворовца Владимира Ковалёва в картине «Алые погоны».
В 1981 году работал актёром в Сызранском драматическом театре имени А. Н. Толстого, после того как не смог поступить в театральный институт имени Бориса Щукина.
В 1986 году окончил Государственный институт театрального искусства им. А. В. Луначарского (мастерская Олега Табакова).
В 1986—1991 годах — актёр Театра-студии под руководством Олега Табакова.
В 2000 году сыграл криминального авторитета Олега Званцева по кличке «Адвокат» в сериале «Бандитский Петербург». Следующей крупной работой, вызвавшей широкий резонанс, стала главная роль комбата Василия Твердохлебова в сериале 2004 года «Штрафбат». Можно сказать, что за Серебряковым в этот момент окончательно закрепилась репутация человека, который блестяще играет неоднозначных героев в неоднозначных картинах.
В октябре 2008 года подписал открытое письмо-обращение в защиту и поддержку освобождения юриста нефтяной компании ЮКОС Светланы Бахминой.
С сентября 2009 года — актёр театра «Ленком», играл в мюзикле «Метро» театра «Московская оперетта» и в антрепризном спектакле «Новый».
В 2010 году было присвоено звание «Народный артист России».
Исполнил главную роль в социальной драме «Левиафан», вышедшей в мировой прокат в 2014 году. В 2015 году «Левиафан» стал первым фильмом в истории постсоветской России, удостоенным премии «Золотой глобус» в номинации «Лучший фильм на иностранном языке». Фильм был номинирован на премию «Оскар», а также на премию BAFTA в категории «Лучший фильм не на английском языке».
За актёрскую работу в этом фильме Алексей Серебряков был выдвинут на премию Европейской киноакадемии. О своём герое актёр заявил, что он сдаётся и проигрывает власти, потому что он русский.
В 2016 году сыграл главную роль в российской адаптации сериала «Доктор Хаус» — «Доктор Рихтер».
23 февраля 2023 года в российский прокат вышел триллер «Бешенство» Дмитрия Дьяченко с Серебряковым в главной роли.
В 2024 году фильм «Анора», в котором сыграл Алексей Серебряков, получил «Золотую пальмовую ветвь» на Каннском кинофестивале, а в начале 2025 года фильм получил шесть номинаций на «Оскар», в том числе как «Лучший фильм».
В январе 2025 года Американской Гильдии киноактёров Алексей Серебряков номинирован на премию в категории «Лучший актёрский состав» вместе со своими коллегами по картине Шона Бэйкера «Анора» — Майки Мэдисон, Марком Эйдельштейном, Юрой Борисовым, Карреном Карагуляном и Ваче Товмасяном.

## Общественная позиция
В начале 2012 года эмигрировал с семьёй в Канаду. Причиной отъезда, по словам самого актёра, стала сложившаяся в России неблагоприятная социальная обстановка, связанная с ростом агрессии и нетерпимости, несоблюдение властями элементарных гражданских прав населения. В интервью 2012 года Серебряков объяснял своё решение следующим образом: «Я перевёз свою семью в Канаду. Хочу, чтобы мои дети росли и воспитывались в принципиально другой хотя бы бытовой идеологии. Хочу, чтобы они понимали, что могут цениться знания, трудолюбие, что необязательно толкаться локтями, хамить, быть агрессивными и бояться людей. Уличная идеология цивилизованной страны — это доброжелательность и терпимость — то, чего так недостаёт в России. К сожалению, здесь, как бы я их ни охранял и ни изолировал, от хамства и агрессии не защитишь. Это в воздухе. Хам победил <…> последней каплей стали летние пожары 2010 года, когда Центральную Россию окутал чудовищный смог. И дело даже не в смоге, а в том, что власти не объявили о необходимости эвакуировать хотя бы детей, поскольку взвеси, наполняющие смог, необратимо откладываются в лёгких. Вот это абсолютно наплевательское отношение власть имущих переполнило мою чашу терпения».
Как замечают «Аргументы и факты», интервью Серебрякова 2012 года — его настоящий программный документ и сказанное тогда принципиально не отличается от сказанного в 2018 году.
В феврале 2018 года высказал своё мнение о положении дел в современной России в интервью Юрию Дудю: «Я думаю, что если отъехать на 30, 50, 70 километров от Москвы, много элементов 1990-х годов вы увидите. Так или иначе, до сих пор ни знания, ни сообразительность, ни предприимчивость, ни достоинство не являются прерогативой, национальной идеей. Национальной идеей являются сила, наглость и хамство!».
Заявление Серебрякова имело большой резонанс в России, широко обсуждалось в социальных сетях и было негативно оценено многими деятелями культуры и искусства страны, но были и те, кто поддержал актёра.
В конце того же года на бизнес-форуме в Лондоне обвинил Россию в разжигании войн за последние двадцать лет (Грузия, Чечня, Украина, Сирия, ЦАР).
В марте 2021 года СМИ сообщили о том, что Алексей Серебряков вернулся в Россию. «Я и не уезжал, собственно говоря. Я вывез детей, чтобы поучить», — пояснил актёр.
Подписал открытое письмо КиноСоюза против военного вторжения России на Украину.

## Личная жизнь
Был знаком с нынешней женой Марией с 1980-х годов, когда она танцевала в Ансамбле народного танца имени Игоря Моисеева. Впоследствии Мария уехала работать по контракту в Канаду и там вышла замуж, стала гражданкой Канады. Затем она развелась с мужем, проведя в Канаде семь лет. Была хореографом в Театре имени Вахтангова. В 1990-х годах вышла замуж за Алексея. В семье — трое детей: дочь Марии от первого брака — Даша, а братья Степан и Данила были усыновлены в двух разных детских домах. По поводу усыновления детей актёр сказал на интервью следующее: «Всё дело в том, что у нас с Машей два раза не получилось с детьми».
Вместе с друзьями, актёрами Ириной Апексимовой и Андреем Смоляковым, основал фонд помощи детям-сиротам «Время жить».

## Театральные работы
- 1988 — «Федра» с Аллой Демидовой и Дмитрием Певцовым
- Мюзикл «Метро»
- 2022 — «Эйнштейн и Маргарита» (режиссёр Александр Марин[англ.]) — Альберт Эйнштейн

## Фильмография
| Год       |     | Название                                                | Роль                                                                              |
| --------- | --- | ------------------------------------------------------- | --------------------------------------------------------------------------------- |
| 1978      | ф   | Поздняя ягода                                           | Кузьма (по повести «Жил-был Кузьма» Зота Тоболкина)                               |
| 1978—1983 | с   | Вечный зов                                              | Димка Савельев в юности, средний сын Фёдора и Анны                                |
| 1979      | мтф | Алые погоны                                             | Владимир Ковалёв, суворовец                                                       |
| 1979      | ф   | Отец и сын                                              | Алёша                                                                             |
| 1980      | ф   | Последний побег                                         | Виктор Чернов                                                                     |
| 1981      | ф   | Смотри в оба!                                           | Михаил, парень в шляпе                                                            |
| 1985      | ф   | Тихая застава                                           | Коля Васьков, пограничник                                                         |
| 1986      | ф   | Обвиняется свадьба                                      | Игорь Субботин, футболист                                                         |
| 1987      | ф   | Забавы молодых                                          | Пан                                                                               |
| 1987      | тф  | Кресло / Kreslo                                         | спекулянт                                                                         |
| 1988      | ф   | После войны — мир                                       | «Зверь»                                                                           |
| 1989      | ф   | Случайный вальс                                         | Серёжа                                                                            |
| 1989      | ф   | Фанат                                                   | Егор Ларин, молодой каратист по прозвищу «Малыш»                                  |
| 1989      | ф   | Смиренное кладбище                                      | студент Мишка, рабочий на кладбище                                                |
| 1990      | ф   | Распад                                                  | Валерий, жених Любы, внук Осипа Лукича                                            |
| 1990      | ф   | Крыша                                                   | Саша Савченко                                                                     |
| 1990      | ф   | Возвращение в Зурбаган                                  | «Кисель», бывший «дружок» Старкова, связанный с криминалом                        |
| 1990      | мтф | Морской волк                                            | Джордж Лич                                                                        |
| 1991      | ф   | Обнажённая в шляпе                                      | журналист Игорь Кошкин, «Игрушка»                                                 |
| 1991      | ф   | Кремлёвские тайны шестнадцатого века                    | царевич Феодор Иоаннович                                                          |
| 1991      | ф   | Афганский излом                                         | сержант Арсёнов, «русский Рэмбо»                                                  |
| 1991      | с   | Каминский, московский сыщик / Le flic de Moscou         | Иван                                                                              |
| 1992      | ф   | Высшая мера                                             | Витёк Семаков                                                                     |
| 1992      | ф   | Грех                                                    | парень в баре                                                                     |
| 1992      | тф  | Ключ                                                    | Загрядский, революционер                                                          |
| 1992      | ф   | Патриотическая комедия                                  | Андрей                                                                            |
| 1992      | ф   | Танцующие призраки                                      | диджей в клубе                                                                    |
| 1993      | ф   | Ночь вопросов                                           | Сергей                                                                            |
| 1993      | ф   | Способ убийства                                         | Берт Клинг                                                                        |
| 1993      | ф   | Эскадрон / Szwadron (Бельгия, Польша, Украина, Франция) | Емельянов                                                                         |
| 1993      | ф   | Я — Иван, ты — Абрам                                    | снимался                                                                          |
| 1994      | ф   | Зона Любэ                                               | младший лейтенант внутренней службы                                               |
| 1994      | ф   | Серп и молот                                            | Евдоким Кузнецов                                                                  |
| 1994      | ф   | Любовь французская и русская                            | Фикса-живорез                                                                     |
| 1995      | ф   | Прибытие поезда (новелла «Экзерсис № 5»)                | Роман Сергеевич                                                                   |
| 1996      | ф   | Больше вита / Bolse vita                                | Сергей                                                                            |
| 1996      | ф   | Жёсткое время                                           | Сергей, режиссёр                                                                  |
| 1997      | ф   | Упырь                                                   | истребитель вампиров                                                              |
| 1998      | ф   | Тесты для настоящих мужчин                              | Алексей Валерьевич Серебров                                                       |
| 1999      | ф   | Тонкая штучка                                           | Витёк, бандит                                                                     |
| 2000      | ф   | Десант                                                  | Алексей Буров, сержант                                                            |
| 2000      | с   | Бандитский Петербург. Фильм 2. «Адвокат»                | Олег Андреевич Званцев, бандит, «Белый Адвокат», друг Сергея, ветеран Афганистана |
| 2000      | с   | Империя под ударом                                      | Борис Викторович Савинков                                                         |
| 2001      | с   | Парижский антиквар                                      | Отто Хелле, бывший сотрудник службы безопасности ГДР "Штази"                      |
| 2002—2003 | с   | Убойная сила 4 (серия «Второе дно»)                     | отец Макарий                                                                      |
| 2002      | ф   | Завтра будет завтра                                     | Дмитрий Александрович                                                             |
| 2002      | с   | Шатун                                                   | Сергей Земцов                                                                     |
| 2003      | ф   | Антикиллер 2: Антитеррор                                | Ужах Адуев                                                                        |
| 2003      | с   | Баязет                                                  | Карабанов, поручик                                                                |
| 2003      | ф   | Чёрная метка                                            | сотрудник КГБ                                                                     |
| 2004      | с   | Штрафбат                                                | Василий Степанович Твердохлебов, командир штрафного батальона                     |
| 2005      | ф   | Второй фронт                                            | Веклич                                                                            |
| 2005      | ф   | Нелегал                                                 | нелегал                                                                           |
| 2005      | ф   | Побег                                                   | Алексей Пахомов, полковник                                                        |
| 2005      | с   | Херувим                                                 | Михаил Райский, полковник                                                         |
| 2005      | ф   | Жмурки                                                  | Доктор химик-наркодилер                                                           |
| 2005      | ф   | 9 рота                                                  | капитан разведки                                                                  |
| 2005      | ф   | Дети Ванюхина                                           | Александр Ванюхин                                                                 |
| 2005      | ф   | Случайный взгляд                                        | снимался                                                                          |
| 2005      | с   | Принцесса и нищий                                       | «Бельмондо»                                                                       |
| 2006      | с   | Очарование зла                                          | Александр Болевич                                                                 |
| 2006      | ф   | Кровавый круг                                           | Ершов                                                                             |
| 2006      | ф   | Жесть                                                   | «Терминатор»                                                                      |
| 2006      | с   | Девять месяцев                                          | Григорий Поспелов, врач                                                           |
| 2006      | ф   | Перегон                                                 | Юрченко, комендант аэродрома                                                      |
| 2006      | ф   | Письмо                                                  | Степан                                                                            |
| 2006      | ф   | С Дона выдачи нет                                       | отец Георгий                                                                      |
| 2006      | ф   | Консервы                                                | Сергей Усольцев                                                                   |
| 2007      | ф   | Груз 200                                                | Алексей Николаевич Белов, самогонщик                                              |
| 2007      | ф   | Глянец                                                  | Стасис                                                                            |
| 2007      | ф   | Код Апокалипсиса                                        | Сергей, «Охотник»                                                                 |
| 2007      | с   | Закон мышеловки                                         | Алексей, психоаналитик                                                            |
| 2007      | ф   | Тиски                                                   | Дудайтис, майор                                                                   |
| 2007      | тф  | Свои дети                                               | Глеб                                                                              |
| 2007      | с   | Смерть шпионам!                                         | Михаил Дормидонтович Думанский, майор СМЕРШ                                       |
| 2008      | ф   | Обитаемый остров                                        | Странник                                                                          |
| 2008      | ф   | Четыре возраста любви                                   | Алексей Степанович                                                                |
| 2008      | тф  | Холмы и равнины                                         | Бульба, врач-хирург                                                               |
| 2008      | ф   | Сказка о женщине и мужчине                              | Александр Вольский                                                                |
| 2008      | ф   | На крыше мира                                           | Андрей Золотовец (друг Ольги и Толика)                                            |
| 2008      | ф   | Один день                                               | Анатолий                                                                          |
| 2009      | с   | Террористка Иванова                                     | Михаил Геннадьевич Пилюгин, майор милиции, следователь                            |
| 2009      | ф   | Шпильки                                                 | сосед Серёга                                                                      |
| 2009      | с   | Стая                                                    | Вадим                                                                             |
| 2009      | тф  | Мужчина в моей голове                                   | Дмитрий Сергеевич                                                                 |
| 2009      | ф   | Обитаемый остров: Схватка                               | Странник                                                                          |
| 2010      | с   | Охотники за караванами                                  | Оковалков, майор                                                                  |
| 2010      | ф   | Сказка. Есть                                            | Папа                                                                              |
| 2010      | ф   | Глухарь в кино                                          | Андрей Смирнов, наёмный киллер                                                    |
| 2010      | ф   | Брест. Крепостные герои                                 | солдат                                                                            |
| 2010      | ф   | Золотое сечение                                         | Алекс                                                                             |
| 2010      | ф   | Связь времён                                            | отец Михаил                                                                       |
| 2010      | ф   | Каденции                                                | Олег                                                                              |
| 2010      | ф   | Иванов                                                  | Николай Алексеевич Иванов                                                         |
| 2010      | с   | Военный госпиталь                                       | Олег Вольт                                                                        |
| 2011      | ф   | ПираМММида                                              | Мамонтов                                                                          |
| 2011      | с   | Охотники за бриллиантами                                | Николай Георгиевич Шахов, майор милиции, старший оперуполномоченный МУРа          |
| 2011      | ф   | Жила-была одна баба                                     | Лебеда                                                                            |
| 2011      | мтф | Белая гвардия                                           | Най-Турс                                                                          |
| 2011      | с   | Синдром дракона                                         | Константин Запорожец                                                              |
| 2011      | ф   | Забытый                                                 | Георгий Семёнович Францев                                                         |
| 2011      | ф   | За тобой                                                | Виктор                                                                            |
| 2011—2012 | с   | Товарищи полицейские                                    | Вадим Борисович Павлов, сотрудник ОБЭП                                            |
| 2012      | ф   | Гольфстрим под айсбергом                                | Франц                                                                             |
| 2012      | мтф | Снайпер 2. Тунгус                                       | Михайлов, старшина                                                                |
| 2012      | ф   | Соло на саксофоне                                       | Саша Фролов                                                                       |
| 2012      | ф   | Три товарища                                            | Павел Анатольевич Макеев                                                          |
| 2013      | с   | Агент                                                   | Андрей Козырев, «американец»                                                      |
| 2013      | с   | Ладога                                                  | Сергиенко, капитан НКВД                                                           |
| 2014      | ф   | Левиафан                                                | Николай Николаевич Сергеев, муж Лилии, отец Ромы                                  |
| 2015      | кор | Погружение                                              | Платонов                                                                          |
| 2015      | с   | Метод                                                   | Алексей Ануфриев (Стрелок)                                                        |
| 2015      | с   | Фарца                                                   | Герман Михайлович Востриков, отец Нади, майор милиции                             |
| 2015      | ф   | Москва никогда не спит                                  | Антон                                                                             |
| 2015      | ф   | Клинч                                                   | Фёдоров, учитель литературы                                                       |
| 2015      | ф   | Код Каина                                               | Львовский, генерал                                                                |
| 2016      | с   | Квартет                                                 | Кощей                                                                             |
| 2016      | ф   | Стена                                                   | Михаил Шеин, смоленский воевода                                                   |
| 2016      | с   | Наше счастливое завтра                                  | Мельников                                                                         |
| 2017—2019 | с   | Доктор Рихтер                                           | Андрей Александрович Рихтер, заведующий лечебно-диагностическим отделением        |
| 2017      | ф   | Легенда о Коловрате                                     | князь Юрий Игоревич Рязанский                                                     |
| 2017      | ф   | Как Витька Чеснок вёз Лёху Штыря в дом инвалидов        | Лёха Штырь                                                                        |
| 2018      | ф   | Ван Гоги                                                | Марк                                                                              |
| 2018      | с   | Берёзка                                                 | Анатолий Борисович, друг Надежды Светловой                                        |
| 2018      | с   | МакМафия                                                | Дмитрий Годман, отец Алекса Годмана                                               |
| 2018      | ф   | Пилигрим                                                | муж Миры                                                                          |
| 2020      | ф   | Петрикор                                                | Игорь Русский                                                                     |
| 2020      | ф   | Мёртвые души                                            | Плюшкин                                                                           |
| 2020      | ф   | Холодная игра / The Coldest Game (Польша—США)           | генерал-лейтенант КГБ Геннадий Степанович Крутов                                  |
| 2020      | ф   | Шпагат                                                  | Артем                                                                             |
| 2021      | с   | Ваша честь                                              | Александр Разин                                                                   |
| 2021      | ф   | Никто                                                   | Юлиан Кузнецов, криминальный авторитет                                            |
| 2021      | ф   | Иваново счастье                                         | Иван Семенов                                                                      |
| 2021      | ф   | Скажи ей                                                | дед Аля                                                                           |
| 2021      | с   | Универ. 10 лет спустя                                   | Сергей Валерьевич, олигарх                                                        |
| 2021      | ф   | Маленький мир / Small World (Польша)                    | Кирилл, торговец детьми                                                           |
| 2022      | ф   | Белый список                                            | Коротков                                                                          |
| 2022      | ф   | Либерея: Охотники за сокровищами                        | Аркадий                                                                           |
| 2022      | ф   | Красная Шапочка                                         | Вестар                                                                            |
| 2022      | ф   | Единица Монтевидео                                      | Лунин                                                                             |
| 2022      | с   | И снова здравствуйте!                                   | Анатолий Владимирович, руководитель ЧОП                                           |
| 2022      | с   | Сын                                                     | Павел                                                                             |
| 2022      | с   | Наследие                                                | Пётр Сергеевич Титов, учёный-генетик                                              |
| 2022      | ф   | Ёлки 9                                                  | Валера                                                                            |
| 2022      | ф   | Происшествие в стране Мульти-Пульти                     | Волк                                                                              |
| 2023      | ф   | Бешенство                                               | Игорь                                                                             |
| 2023      | с   | Территория 2                                            | Сергей Костырев, муж Елены Витальевны                                             |
| 2023      | ф   | Туда и обратно                                          | снимался                                                                          |
| 2024      | с   | Иные                                                    | Александр Ильинский, профессор                                                    |
| 2024      | с   | Игры                                                    | Иван Иванович Зорин, отец Игоря, директор продуктовой базы                        |
| 2024      | ф   | Анора                                                   | Николай Захаров, отец Ивана, русский олигарх                                      |
| 2024      | с   | Юг                                                      | дальнобойщик                                                                      |
| 2024      | ф   | Где наши деньги?                                        | снимался                                                                          |
| 2025      | ф   | Лотерея                                                 | Алексей                                                                           |
| 2025      | ф   | Туда                                                    | снимался                                                                          |
| 202?      | с   | Грачи (в производстве)                                  | снимался                                                                          |
| 202?      | с   | Красное озеро (в производстве)                          | снимался                                                                          |
| 202?      | ф   | Девятая планета (в производстве)                        | снимался                                                                          |
| 202?      | ф   | Монохром (в производстве)                               | Герман Новак                                                                      |
| 202?      | ф   | Пранкер (в производстве)                                | снимался                                                                          |
| 202?      | ф   | Самая умная улица в мире (в производстве)               | Михаил Лаврентьев                                                                 |

## Озвучивание
- 1980 — «Через тернии к звёздам» — профессор Виктор Климов (Александр Лазарев) — озвучивание новой версии, 2001
- 1992 — «Эскадрон» (Szwadron) — Фёдор (Радослав Пазура)
- 1992 — «Я хотела увидеть ангелов» — Боб (Алексей Баранов)
- 1994 — «Зона Любэ» — Владик (Филипп Янковский)
- 1994 — «Серп и молот» — милиционер в штатском (Гоша Куценко)
- 2001 — «Бассейн» (Der Tod Feiert Mit) — Картер (Брайан Карни)
- 2010 — «Возмездие» (Edge of Darkness) — Томас Крэйвен (Мел Гибсон)
- 2010 — «Брест. Крепостные герои» — разные персонажи
- 2019 — «Космические собаки[нем.]»
- 2020 — альбом ALI рэпера Лигалайза — вступление[36].

## Признание и награды
- 1990 — кинофестиваль в Локарно — приз за лучшую мужскую роль («Случайный вальс»)
- 1993 — кинофестиваль «Созвездие» — специальный приз жюри («Высшая мера»)
- 1994 — кинофестиваль «Киношок» — приз за лучшую мужскую роль («Серп и молот»)
- 1998 — Заслуженный артист Российской Федерации — за заслуги в области искусства[37]
- 2000 — фестиваль «Виват, кино России!» (Санкт-Петербург) — приз за лучшую мужскую роль («Тесты для настоящих мужчин»)[38]
- 2000 — Специальный приз «Лучшая мужская роль в телесериале» на кинофестивале «Бригантина» за сериал «Бандитский Петербург»
- 2006 — фестиваль «Виват кино России!» (Санкт-Петербург) — приз «За лучшую мужскую роль в сериале» («Дети Ванюхина»)
- 2010 — Народный артист Российской Федерации — за большие заслуги в области искусства[39]
- 2014 — 45-й Индийский международный кинофестиваль[40] — приз за лучшую мужскую роль («Левиафан»)
- 2019 — премия «Ника» за лучшую мужскую роль (фильм «Ван Гоги»)[41].

| Год        | Награда                 | Категория | Работа    | Результат |
| ---------- | ----------------------- | --------- | --------- | --------- |
| 2025       |                         |           |           |           |
| SAG Awards | Лучший актёрский состав | «Анора»   | Номинация |           |